# Higijenski uložak
Higijenski uložak, menstrualni uložak ili uložak upijajući je predmet kojeg žene nose u donjem rublju tijekom menstruacije, krvarenja nakon poroda, oporavka od ginekološke operacije, spontanog ili induciranog pobačaja ili u bilo kojoj drugoj situaciji u kojoj potrebno je apsorbirati izljev krvi iz rodnice. Higijenski uložak je vrsta proizvoda za menstrualnu higijenu koji se nosi izvana, za razliku od tampona i menstrualnih čašica koji se nose unutar rodnice. Ulošci se mijenjaju tako da se odlijepe s donjeg rublja, bacanjem starog uloška i lijepljenjem novog s unutarnje strane donjeg rublja. Preporuča se mijenjanje uloška svaka 3 – 4 sata kako bi se izbjegla pojava bakterija koje se mogu namnožiti u nataloženoj krvi, no vrijeme mijenjanja se može razlikovati ovisno o vrsti uloška i količini krvarenja.
Higijenski ulošci mogu biti izrađeni od različitih materijala, koji se razlikuju ovisno o stilu, zemlji podrijetla i marki. Higijenski ulošci nisu isto što i ulošci za inkontinenciju, koji općenito imaju veću upijajuću moć i nose ih osobe koje imaju problema s urinarnom inkontinencijom ili pate od stresne inkontinencije. Iako menstrualni ulošci nisu prilagođeni toj uporabi, neki ih koriste i u tu svrhu.

## Vrste

### Za jednokratnu upotrebu
Proizvođači nerado otkrivaju točan sastav svojih proizvoda, no glavni materijali najčešće su izbijeljeni rejon (celuloza izrađena od drvenjače), pamuk i plastika. Osim toga, mogu se dodati mirisne i antibakterijske tvari. Plastični dijelovi su stražnji sloj i polimerni prah kao dodatni snažni upijajući materijal koji se pretvara u gel u doticaju s tekućinom. Općenita struktura higijenskog uloška predviđa upijajući materijal jezgre postavljen između fleksibilne gornje ploče propusne za tekućinu i plastične stražnje ploče nepropusne za tekućinu koja ima ljepilo izvana za pričvršćivanje uloška na donje rublje. Kao što je slučaj s tamponima i pelenama za jednokratnu upotrebu, recikliranje je teško i rijetko se prakticira zbog velikih troškova. Kada se ne odlažu na odlagališta smeća u kojima dijelovi koji nisu biorazgradivi mogu opstati tisućama godina, ulošci se u najboljem slučaju mogu termički reciklirati, odnosno spaliti. 

### Za višekratnu upotrebu (platneni)
Neke žene koriste platnene uloške koji se mogu oprati i ponovno koristiti. Izrađeni su od niza vrsta tkanina - najčešće pamučne flanele, bambusa ili konoplje (koja je visoko upijajuća i nije tako voluminozna kao pamuk). Većina njih ima krila kojima se pričvršćuju oko donjeg rublja, ali neki se samo drže na mjestu (bez krila) između tijela i rublja. Neki (osobito stariji modeli) dostupni su s pojasom. Platneni ulošci vratili su se u uporabu oko 1970 -ih, a njihova popularnost je porasla zadnjih par desetljeća. Razlozi zbog kojih se žene odlučuju za prelazak na platnene uloške su veća udobnost, novčana ušteda tijekom dužeg vremenskog razdoblja te utjecaj na okoliš i zdravlje.
Perive platnene uloške nije potrebno baciti nakon uporabe i stoga nude ekonomičniju alternativu. Mogu se pronaći na brojnim web stranicama ili se samostalno izrađuju kod kuće. Postali su popularna alternativa jer ne sadrže alergene i parfeme te mogu biti ugodniji za žene koje pate od iritacije zbog upotrebe jednokratnih uložaka.

## Povijest
Tijekom povijesti žene su koristile različite oblike zaštite za vrijeme menstruacije. Higijenski ulošci spominju se već u 10. stoljeću, u Sudi, gdje je rečeno da je Hipatija, koja je živjela u 4. stoljeću, bacila jednu od svojih rabljenih krpica za menstruaciju na obožavatelja u pokušaju da ga obeshrabri. Prije komercijalno dostupnih proizvoda za menstrualnu higijenu, većina žena koristila je komade tkanine za upijanje krvi.
Jednokratni ulošci kreirani su korištenjem izuma Benjamina Franklina stvorenog da spriječi krvarenje ranjenih vojnika, a prvi put su postali komercijalno dostupni oko 1888. To su bili Listerovi ručnici koje su izradili Johnson&Johnson. Jednokratne uloške koristile su medicinske sestre koje su koristile svoje zavoje za apsorpciju izrađene od lako dostupnih materijala i dovoljno jeftinih da se nakon upotrebe bace. Nekoliko prvih proizvođača jednokratnih uložaka također su bili proizvođači zavoja, što daje naznaku kakvi su bili ti proizvodi.

### Zemlje u razvoju
U zemljama u razvoju i dalje se koriste improvizirani ulošci samostalne izrade jer su jeftiniji. Krpe, zemlji i blato navodno tijekom menstrualnog ciklusa koriste ljudi koji si ne mogu priuštiti skuplje uloške ili tampone za jednokratnu upotrebu.